# 원도안로
원도안로(Wondoan-ro)는 대전광역시 서구 도안동 에서 도안동 옥녀봉삼거리를 잇는 도로이다.

## 주요 경유지
대전광역시
- 서구 (도안동)

## 노선
| 이름         | 접속 노선             | 소재지 | 소재지 | 비고 |
| ------------ | --------------------- | ------ | ------ | ---- |
| (이름없음)   | 국도 제4호선 (계백로) | 서구   | 도안동 |      |
| 용소1교      |                       | 서구   | 도안동 |      |
| 용소네거리   | 도안중로              | 서구   | 도안동 |      |
| 옥녀봉삼거리 | 도안동로              | 서구   | 도안동 |      |

## 주요 시설및 건물
- 신협 구봉신협 도안지점 (원도안로 16/도안동 1760)
- 파리바게트 도안우미린점 (원도안로 42/도안동 1618)
- 대전도솔초등학교 (원도안로 80/도안동 1563)
- CU 도안리슈빌점 (원도안로 123/도안동 1369)
- 대전도안중학교 (원도안로 160/도안동 1367)
- 대전도안초등학교 (원도안로 200/도안동 1363)